# Axel Rodrigues
Axel Rodrigues de Arruda, mais conhecido como Axel Rodrigues, ou simplesmente Axel (Santos, 9 de janeiro de 1970), é um treinador e ex-futebolista brasileiro que atuava como meio-campista. Atualmente é treinador do São Caetano.

## Carreira como jogador
Iniciou sua carreira no futebol de campo do Portuários e depois nos juvenis do Santos FC, ao lado de jogadores como Zé Renato e Marcelo Passos. Também passou pela base da Portuguesa Santista. Em 1989 se profissionalizou. Estreou no início do ano de 1989, num jogo diante do Apucarana, no Paraná, num amistoso. Seu primeiro gol veio em 1990, num jogo diante do Nacional, do Uruguai, numa competição amistosa no Japão.
Fez seu único jogo pela Seleção Brasileira num amistoso contra a Costa Rica, em 23 de setembro de 1992.
Atuou na Vila Belmiro durante cinco temporadas. Pelo Santos, Axel fez 204 jogos e marcou 11 gols.
No final de 1993, transferiu-se para o São Paulo FC, que para ter o atleta cedeu o goleiro Gilberto, o volante Dinho e o empréstimo do atacante Macedo. Fez parte do time vice-campeão da Copa Libertadores da América e Campeão da Recopa Sul- Americana, em 1994. Devido seu bom desempenho, foi sondado pelo Real Madrid, Milan e Atlético de Madrid, mas foi vestindo a camisa do Sevilla que chegou ao velho continente, no segundo semestre de 1997.
Liderou o elenco do Atlético Paranaense campeão do torneio Seletivo que dava vaga para Libertadores em 1999 e acertou seu retorno ao São Paulo. No time do Morumbi, foi um dos destaques do time Campeão Paulista de 2000. Na Copa do Brasil do mesmo ano, foi acusado pelos são-paulinos de ter falhado na final contra o Cruzeiro - após ter dominado a bola, recuou para Rogério Pinheiro, que errou e foi obrigado a cometer a falta, sendo expulso logo em seguida por ter sido o último homem da defesa.
Após isso, Axel jogou pelo Sport, Botafogo de Ribeirão Preto, Cerezo Osaka, Portuguesa Santista (duas passagens), Paraná Clube, Figueirense, Campinense, Pelotas e Santacruzense.
Chegou a se aposentar ao encerramento de seu contrato com a Santacruzense, para se dedicar à igreja que possui em Santos.
Também atuou na Seleção Brasileira de Showbol no mesmo ano, saindo como herói ao marcar um belo gol contra a Argentina, disparando um forte chute, que enganou o goleiro Sergio Goycochea.
O desempenho de Axel no showbol o levou a ser contratado pelo Jabaquara, na Quarta Divisão paulista, em 2009. Com o fim do contrato e sem perspectivas de encontrar outra equipe para seguir atuando, Axel resolveu anunciar o término definitivo de sua carreira.

## Carreira como treinador
Em 2012, Axel tornou-se treinador das categorias sub-15, sub-17 e sub-20 do Jabaquara, em Santos.    
Entre 2014 e 2015, foi auxiliar técnico das categorias de base sub-15 e sub-17, da Seleção Brasileira.    
Como treinador, comandou o acesso da equipe profissional do Taboão da Serra para série A3 do Campeonato Paulista.    
Em 2020, foi anunciado como novo treinador da Portuguesa Santista, onde ficou até 10 de maio de 2021.